# 赫斯基能源公司

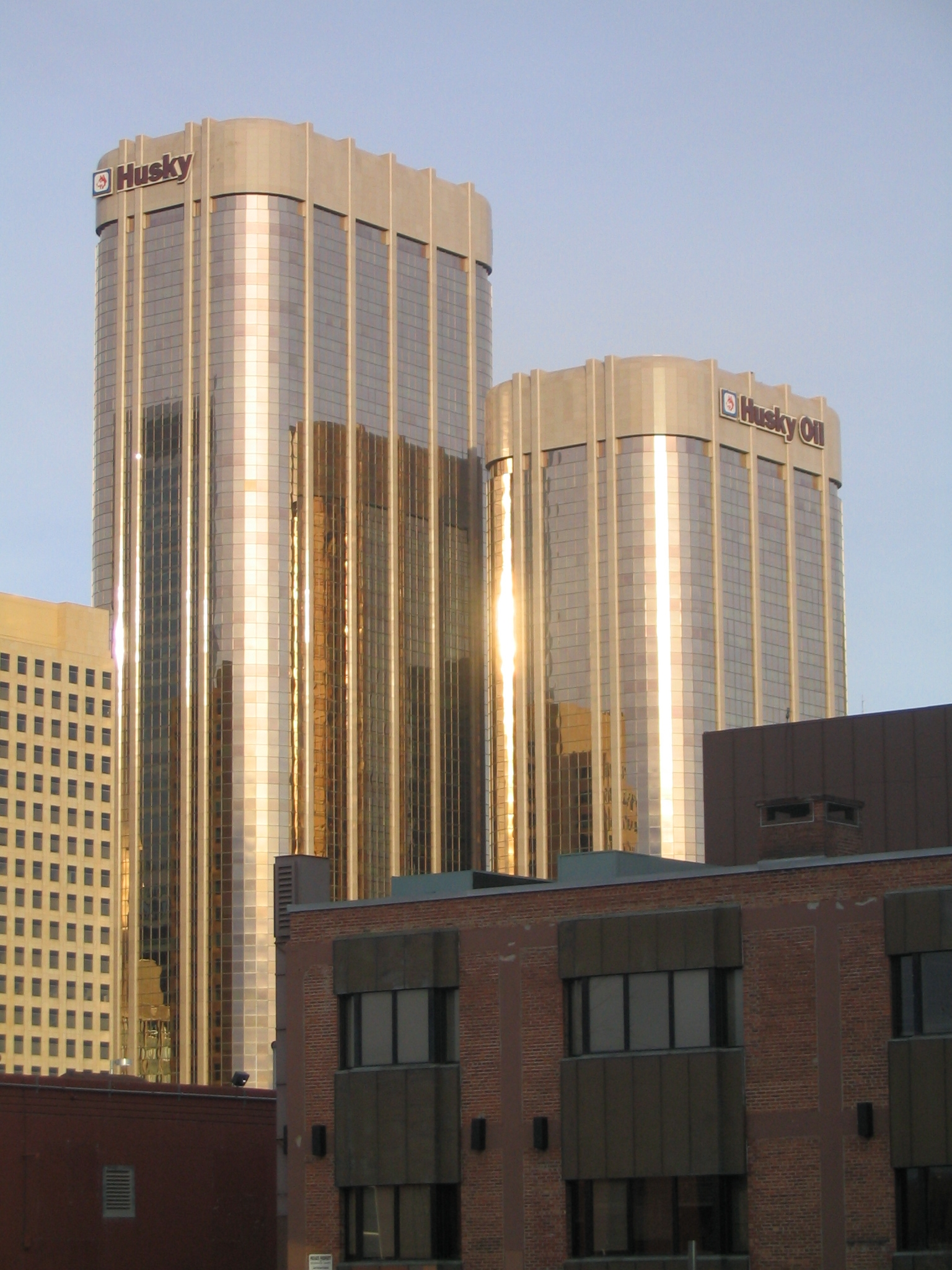
公司位於卡爾加里的總部

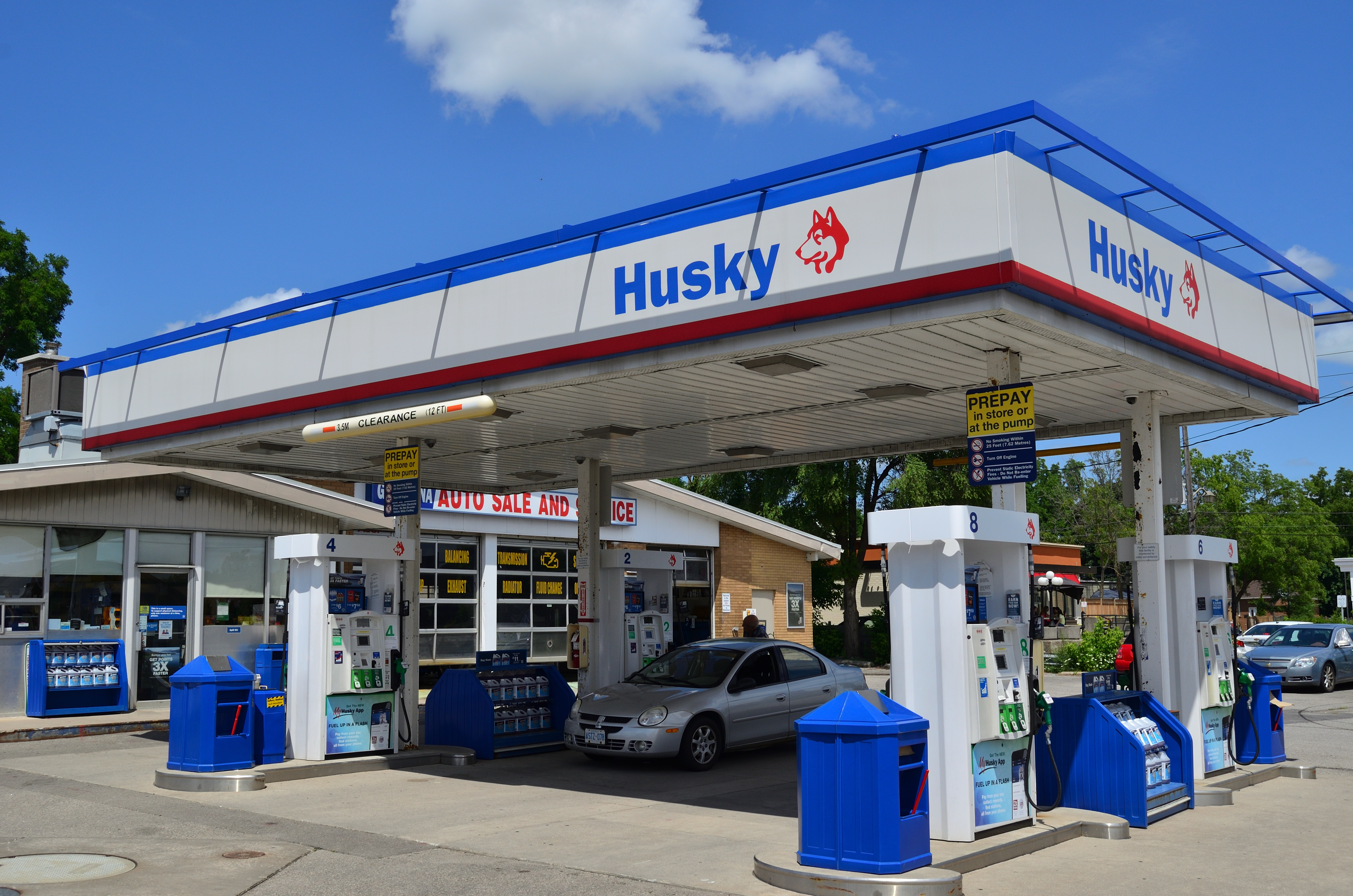
赫斯基加油站

赫斯基能源公司（Husky Energy），总部位于加拿大卡尔加里，在多伦多证券交易所上市，擅长深海油气勘探开发作业。

## 历史
2006年6月间，赫斯基能源在南中国海发现大型气田，据合同，中海油拥有其中51%的权益。
2010年12月，赫斯基能源宣佈以8.6億加元向埃克森美孚購入加拿大油氣田項目，並宣佈終止分拆旗下東南亞業務上市的計劃，改以配股集資。
2013年9月26日赫斯基能源公布，在紐芬蘭聖約翰東北面和拉布拉多約500公里的北大西洋Flemish Pass盆地海上油田，最新在北灣（Bay du Nord）勘探發現，有潛在可開採重大輕油儲量，最佳評估為可開採高達4億桶，是過去4年全球石油勘探之中第12大儲量。赫斯基能源持有勘探油田35%，合作夥伴挪威國家石油公司（Statoil）則持有其餘65%權益。
長江和記實業当时持有的赫斯基能源公司位於南中國海的天然氣項目於2014年首次投產。
2018年10月2日赫斯基能源提出每股11加元或0.485股赫斯基股票約33億加元現金加股票，及承擔31億加元債務的方法，以總代價約64億加元（約47.7億美元）的代價全面收購MEG Energy Corp。
2019年1月18日赫斯基能源(Husky Energy)，決定不收購競爭對手MEG Energy。
2020年10月，赫斯基能源與加拿大油砂企業Cenovus（西諾沃斯能源）合併，Cenovus股東將擁有合併公司約61%股權，赫斯基能源股東將擁有約39%。

## 股東
- 李嘉诚家族和長江和記實業曾合共持有40%以上該企業股權[7][5][8]